# Salmer i Den Danske Salmebog (2003)
Liste over salmer i Den Danske Salmebog fra 2003:

## 1-14. Lovsange
1. Guds menighed, syng for vor skaber i løn
2. Lover den Herre, den mægtige konge med ære
3. Lovsynger Herren, min mund og mit indre
4. Giv mig, Gud, en salmetunge
5. O, havde jeg dog tusind tunger
6. Dig være, mildeste Gud Fader
7. Herre Gud! Dit dyre navn og ære
8. Om alle mine lemmer
9. O store Gud! vi love dig
10. Alt, hvad som fuglevinger fik
11. Nu takker alle Gud
12. Min sjæl, du Herren love
13. Måne og sol
14. Tænk, at livet koster livet

## 15-51. Troen på Gud Fader
15. Op, al den ting, som Gud har gjort
16. O Gud! hvor er du mer end skøn
17. Almægtige og kære Gud
18. Som fisk i hav og fugl i luft
19. O Gud, fornuften fatter ej
20. Jeg ser dit kunstværk, store Gud
21. Du følger, Herre, al min færd
22. Gådefuld er du, vor Gud
23. Hvor Gud mig fører, går jeg glad
24. En vej eller anden, vor Herre ved råd
25. Hvert et lys i livets nat
26. Nærmere, Gud, til dig
27. Du gav os efter dit behag
28. De dybeste lag i mit hjerte
29. Spænd over os dit himmelsejl
30. Op, alle, som på jorden bor
31. Til himlene rækker din miskundhed, Gud
32. Hvo ikkun lader Herren råde
33. Han, som har hjulpet hidindtil
34. Gud skal alting mage
35. På Gud alene
36. Befal du dine veje
37. Min Gud befaler jeg min vej
38. På alle dine veje
39. Synes det i kors og pine
40. Hvorfor vil du dog klage
41. Lille Guds barn, hvad skader dig
42. I underværkers land jeg bor
43. Hvor er det godt i Jesu arme
44. Urolige hjerte
45. Jeg går i fare, hvor jeg går
46. Sorrig og glæde de vandre til hobe
47. Jeg løfter mine øjne op
48. Uforsagt, hvordan min lykke
49. Ingen er så tryg i fare
50. Under dine vingers skygge
51. Jeg er i Herrens hænder

## 52-279. Troen på Guds Søn
52. Du, Herre Krist
53. Hav tak, o Herre, for evig trøst
54. Hvad mener I om Kristus
55. Ved Jesu navn forlades alle synder
56. Jesus er navnet mageløst
57. Herre, fordi du
58. Jesus! Frelser og Befrier
59. Jesus os til trøst og gavn
60. Jesus, min drot
61. Min Jesus er for mig
62. Jesus – det eneste
63. I Jesu navn
64. Jeg vil mig Herren love
65. Troens smykke, Jesus sød
66. Lyslevende fra Himmerig
67. Jeg så ham som barn med det solrige øje
68. Se, hvilket menneske
69. Du fødtes på jord
70. Du kom til vor runde jord
71. Nu kom der bud fra englekor
72. Maria hun var en jomfru ren
73. Vi synger med Maria
74. Vær velkommen, Herrens år (advent)
75. På Jesu død og blodig sår
76. Op! thi dagen nu frembryder
77. O kom, o kom, Immanuel
78. Blomstre som en rosengård
79. Stat op i gry, min Gud, stat op
80. Tak og ære være Gud
81. Fryd dig, du Kristi brud
82. Fryd dig! du Jesu brud
83. Glæd dig, Zion, glæd dig, Jord
84. Gør døren høj, gør porten vid
85. Op, Zion, at oplukke
86. Hvorledes skal jeg møde
87. Det første lys er Ordet, talt af Gud
88. Hør det, Zion, trøst for al din vé
89. Vi sidder i mørket, i dødsenglens skygge
90. Op, glædes alle, glædes nu
91. Store Gud og Frelsermand
92. Søde Jesus, Davids rod
93. Nu vil vi os forsamle
94. Det kimer nu til julefest
95. Fra Himlen højt kom budskab her
96. Fra Himlen kom en engel klar
97. Vor Jesus kan ej noget herberg finde
98. Det var ikke en nat som de andre
99. Velkommen igen, Guds engle små
100. Kimer, I klokker! ja, kimer før dag i det dunkle
101. Himlens morgenrøde
102. Et lidet barn så lysteligt
103. Barn Jesus i en krybbe lå
104. Et barn er født i Betlehem
105. Venner! sagde Guds engel blidt
106. Af højheden oprunden er
107. Glæden hun er født i dag
108. Lovet være du, Jesus Krist
109. I denne søde juletid
110. Nu vil vi sjunge og være glad
111. Hør, hvor englesangen toner
112. Kom, alle kristne
113. Fryd dig i Guds behag
114. Hjerte, løft din glædes vinger
115. Lad det klinge sødt i sky
116. En sød og liflig klang
117. En rose så jeg skyde
118. Julen har englelyd
119. Julen har bragt velsignet bud
120. Glade jul, dejlige jul
121. Dejlig er jorden
122. Den yndigste rose er funden
123. Her kommer, Jesus, dine små
124. Alle ting er underfulde
125. Mit hjerte altid vanker
126. Min sol, min lyst, min glæde
127. Frisk op! Endnu engang
128. Søde Jesus, jule-fyrste
129. Julebudet til dem, der bygge
130. Fredløs er freden, hvor menneskets veje
131. Blåt vælded lys frem bag skyers skred
132. Guds engle i flok! synger lifligt i kor
133. Med fred og fryd jeg farer hen
134. Vor Herre han er en konge stor
135. Nu velan, et frejdigt mod
136. Dejlig er den himmel blå
137. Det runde himlens stjernetelt
138. De hellig tre konger så hjertensglad
139. Hvor stor er dog den glæde
140. I Nazaret, i trange kår
141. Mig lyster nu at træde
142. Kom, følg i ånden med
143. Med Den Enbårnes herlighed
144. Hvor saligt var det ægtepar
145. Hos dig, o Jesus, sent om nat
146. Velkommen de Jesus i Nazaret bød
147. Der sad en fisker så tankefuld
158. Ånden opgav enkesønnen
149. Hvad er det for en snekke
150. Mit hjerte er så bange
151. Med sin alabaster-krukke
152. O Herre Gud, din lære
153. En sædemand gik ud at så
154. En bondemand går ud at så
155. Godt og ondt i lys og mørke
156. Guds rige lignes ved et frø
157. Betesda-søjlernes buegange
158. Kvindelil! din tro er stor
159. Min Jesus, grund til al vor lyst
160. Jeg tror det, min genløser
161. Med strålekrans om tinde
162. Det var kun en drøm, at han tog os til side
163. Fuglen har rede, og ræven har grav
164. Øjne, I var lykkelige
165. Et fornødent er; det ene
166. Så skal dog Satans rige
167. Hører I, vor Herre kalder
168. Hyrden er én, og så hans hjord
169. Kommer hid kun med de små
170. Fra verdens morgenstund udgår
171. Lazarus lå i sin grav
172. Se, vi går op til Jerusalem
173. Ét vidste han om vejen frem
174. Jerusalem! i dag din konge græder
175. Jesus, livets rige kilde
176. Se, hvor nu Jesus træder
177. Kom, sandheds konge, Kristus, kom
178. Han står på randen af sin grav
179. Herren god, som uden grænser
180. Hører til, I høje Himle
181. Over Kedron Jesus træder
182. Følger med til urtegården
183. Sover I? Hvor kan I sove
184. Mørket skjuler jorderige
185. Længe haver Satan spundet
186. Ingen højhed, ingen ære
187. Rettens spir det alt er brækket
188. Så bøjed den dødsdømte nakken
189. Hvor er lammet, offerlammet
190. Her ser jeg da et lam at gå
191. Gak under Jesu kors at stå
192. Hil dig, frelser og forsoner
193. O hoved, højt forhånet
194. O høje råb, hvis lige aldrig hørtes
195. Naglet til et kors på jorden
196. Under korset stod med smerte
197. Min Gud, min Gud, hvorfor har du forladt mig
198. Lyksalig endte da min frelser sine dage
199. Jesus, dine dybe vunder
200. Jesus er mit liv i live
201. Det hellige kors, vor Herre selv bar
202. Som et stille offerlam
203. O du Guds Lam uskyldig
204. O hjertekære Jesus Krist
205. O store Gud, din kærlighed
206. Vor frelser, du, som døde
207. Jesus, jeg dit kors vil holde
208. Skriv dig, Jesus, på mit hjerte
209. Et kors det var det hårde, trange leje
210. Syng højt, min sjæl, om Jesu død
211. Lad vaje højt vort kongeflag
212. Den bitre død dig trængte
213. I kvæld blev der banket på Helvedes port
214. Hør vor helligaftens bøn
215. Dag til hvile! Dag til glæde
216. Der venter bag langfredags nat
217. Min Jesus, lad mit hjerte få
218. Krist stod op af døde
219. Lov og tak for påskens offer
220. I dødens bånd vor frelser lå
221. I døden Jesus blunded
222. Opstanden er den Herre Krist
223. Herren af søvne opvågned, opsprang
224. Stat op, min sjæl, i morgengry
225. Op, sjæl, bryd søvnen af
226. O kæreste sjæl, op at våge
227. Som den gyldne sol frembryder
228. Du er, opstandne sejershelt
229. Hvor er dog påske sød og blid
230. Påskemorgen slukker sorgen
231. Påske vi holde
232. O salig påskedag
233. Jesus lever, graven brast
234. Som forårssolen morgenrød
235. Verdens igenfødelse
236. Påskeblomst! hvad vil du her
237. Nu ringer de klokker ved daggryets komme
238. Det er så sandt, at ingen så
239. I den nat af stumme skrig
240. Dig være ære, Herre over dødens magt
241. Tag det sorte kors fra graven
242. Hører, I, som græde
243. Luk øjne op, al kristenhed
244. Hvor lifligt er det dog at gå
245. Opstandne Herre, du vil gå
246. Kom, lad os tømme et bæger på ny
247. Jesus, som iblandt os står
248. Med thomaskravet står vi her
249. Hvad er det at møde den opstandne mester
250. Kommer, sjæle, dyrekøbte
251. Jesus, himmelfaren
252. Til Himmels fór den ærens drot
253. I dag skal alting sjunge
254. Fuldendt er nådens store værk
255. Drag, Jesus, mig
256. På denne dag vi se Guds Søn
257. Vaj nu, Dannebrog, på voven
258. Vil natten nu vige
259. Din Himmel-krone ser vi stråle
260. Du satte dig selv i de nederstes sted
261. Halleluja for lysets drot
262. Frydetonen går mod tronen
263. Sin vogn gør han af skyer blå
264. Herre Jesus, du, som troner
265. Om salighed og glæde
266. Mægtigste Kriste, menighedens Herre
267. Vær priset, Jesus Krist, Guds Lam
268. Zions vægter hæver røsten
269. Jeg venter dig, Herre Jesus, til dom
270. Luk øjne op, o kristenhed
271. I jomfruer, I kloge
272. I lemmer, hvis hoved har Himlen i vælde
273. I verden er ej nød så stor
274. Rejs op dit hoved, al kristenhed
275. Uforsagt, vær på vagt
276. Dommer over levende og døde
277. Herre, når din time kommer
278. En dag skal Herrens skaberdrømme møde
279. Venner, lad kun skyer gråne

## 280-317. Troen på Gud Helligånd
280. Vanæret vor drot kom i sin grav
281. Nu nærmer sig vor pinsefest
282. Apostlene sad i Jerusalem
283. Fra Himlen kom den Helligånd
284. Fra Himlen Herrens Ånd nedfór
285. Hør himmelsus i tredie time
286. Var I ikke galilæer
287. Kraften fra det høje
288. Drag ind ad disse porte
289. Nu bede vi den Helligånd
290. I al sin glans nu stråler solen
291. Du, som går ud fra den levende Gud
292. Kærligheds og sandheds Ånd
293. Gud Helligånd, vor trøstermand
294. Talsmand, som på jorderige
295. Drag ind ad dine porte
296. Du, som den store pinsedag
297. I kristne, som bekende
298. Helligånden trindt på jord
299. Ånd over ånder, kom ned fra det høje
300. Kom, sandheds Ånd, og vidne giv
301. Kom, Helligånd, Gud Herre from
302. Gud Helligånd! o, kom
303. Kom, Gud Faders Ånd fuldgod
304. Gud Helligånd, opfyld med lyst
305. Kom, Gud Helligånd, kom brat
306. O Helligånd, kom til os ned
307. Gud Helligånd, vor igenføder
308. Helligånd, vor sorg du slukke
309. Bøj, o Helligånd, os alle
310. Gud Helligånd, i tro os lær
311. O Helligånd, du skat så skøn
312. Sandheds tolk og taler
313. Kom, regn af det høje! lad jorden oplives
314. Kom, store Gud, o Helligånd
315. Helligånd, de frommes glæde
316. Helligånd, hør, hvad vi bede
317. Livets fylde, glædens glans

## 318-374. Den hellige, almindelige kirke
318. Stiftet Guds Søn har på jorden et åndeligt rige
319. Vidunderligst af alt på jord
320. Midt iblandt os er Guds rige
321. O kristelighed
322. Den kristne kirkes skønne navn
323. Kirken den er et gammelt hus
324. Dig rummer ej himle
325. Jeg ved et lille Himmerig
326. Der stander et hus i vort høje Nord
327. Kirken er som Himmerige
328. Hvor Gud sit hus ej bygge vil
329. Give da Gud, at hvor vi bo
330. Du, som ud af intet skabte
331. Uberørt af byens travlhed
332. På Jerusalem det ny
333. Almindelig er Kristi kirke
334. Guds kirkes grund alene
335. Flammerne er mange, lyset er ét
336. Vor Gud han er så fast en borg
337. Behold os, Herre, ved dit ord
338. Var Gud ej med os denne stund
339. Vort liv blev reddet
340. Den kristne kirkes alderdom
341. Det lakker nu ad aften brat
342. Nu ved jeg vej til Himmerig
343. Tusind år stod Kristi kirke
344. Højhedens Gud, som kom herned
345. Guds menighed er jordens største under
346. Vel mødt, I kristne fromme
347. Ak, Fader! lad dit ord og Ånd
348. Tør end nogen ihukomme
349. Herren han har besøgt sit folk
350. Foragter ej de ringe dage
351. Vor arv vi kendes ved
352. Herrens kirke er på jord
353. Som aldrig så lang er nogen dag
354. Lov og pris og evig ære
355. Gud har fra evighed givet sin Søn os til Herre
356. Almagts Gud, velsignet vær
357. Vær trøstig, Zion, Jesu brud
358. Lad dit rige alle vegne
359. Du Ånd fra kirkens første tider
360. Arbejd, til natten kommer
361. Din rigssag, Jesus, være skal
362. Gør dig nu rede, kristenhed
363. Lov, pris og tak, at du har givet
364. Al magt på jorden og i Himlen
365. Guds kærlighed ej grænse ved
366. Nogen må våge i verdens nat
367. Vi rækker vore hænder frem
368. Vintræ og grene og frugt hører sammen
369. Du, som gir os liv og gør os glade
370. Menneske, din egen magt
371. Du fylder mig med glæde
372. Dit værk er stort, men jeg er svag
373. Herre, jeg vil gerne tjene
374. Herre Jesus, stærk og mild

## 375-586. De helliges samfund
375. Alt står i Guds faderhånd
376. Lyksaligt det folk, som har øre for klang
377. I, Herrens udvalgte, som hellighed øve
378. Hvor kan jeg noksom skønne på
379. Der er en vej, som verden ikke kender
380. Op dog, Zion! ser du ej
381. Igennem nat og trængsel
382. Kom, brødre, lad os ile
383. Det er så yndigt at følges ad, hvor banet
384. Til klart Guds ansigt vi skal se
385. Op, alle folk på denne jord
386. Udrundne er de gamle dage
387. Jesus, se til os i nåde
388. Herrens røst var over vandet
389. Guds riges evangelium
390. Gud, lad dit ord i nåde lykkes
391. Dit ord, o Gud, som duggen kvæger
392. Himlene, Herre, fortælle din ære
393. Fra Himmelen hid til os ned
394. Ak Gud, fra Himlen se herned
395. Guds ord blev aldrig bundet
396. Min mund og mit hjerte
397. Trods længselens smerte
398. Dybe, stille, stærke, milde
399. Klokken slår, tiden går
400. Så vældigt det mødte
401. Guds ord det er vort arvegods
402. Den signede dag med fryd vi ser
403. Denne er dagen, som Herren har gjort
404. Lover Herren! han er nær
405. Søndag er vor Herres dag
406. Søndag morgen fra de døde
407. Nu står sjælen op af døde
408. Nu ringer alle klokker mod sky
409. Som hønen klukker mindelig
410. Som tørstige hjort monne skrige
411. Hyggelig, rolig
412. Som vintergrene
413. Vi kommer, Herre, til dig ind
414. Den Mægtige finder vi ikke
415. Dig ske al ære, Herre Krist
416. O Herre Krist! dig til os vend
417. Herre Jesus, vi er her
418. Herre Jesus, kom at røre
419. O Gud, hør min bøn
420. Syng lovsang, hele jorden
421. Gud er her til stede
422. Hellig, hellig, hellig! Herre Gud almægtig
423. Sin menighed har Kristus kær
424. I Herrens hus er godt at bo
425. Velsignelse, al jordens tarv
426. Fred til bod for bittert savn
427. Tak for al din fødsels glæde
428. Fader, tak for liv og ånde
429. Brødre og søstre! Vi skilles nu ad
430. Lov og tak og evig ære ofrer vi
431. Herre Kristus, dig til ære
432. Herre Gud Fader i Himlen (Litaniet)
433. Herre Gud Fader i Himlen (Kyrie)
434. Ære være Gud i det højeste
435. Aleneste Gud i Himmerig
436. Gladelig vil vi halleluja kvæde
437. Vi tro, vi alle tro på Gud
438. Hellig, Hellig, Hellig er Herren
439. O du Guds Lam! med korsets skam
440. O Guds Lam uskyldig
441. Alle mine kilder skal være hos dig
442. Enhver, som tror og bliver døbt
443. Op til Guds hus vi gå
444. Guds-husets dør er i vor dåb
445. Af diendes og spædes mund
446. O, lad din Ånd nu med os være
447. Herren strækker ud sin arm
448. Fyldt af glæde over livets under
449. Vor Herre tar de små i favn
450. Du kommer, Jesus, i vor dåb
451. Du, som os af nåde stor
452. Du folk, som kristne kaldes vil
453. Vort løsen er vor tro og dåb
454. Barnelivets favre dage
455. Mindes vi en fuldtro ven
456. Vor Herre Jesus i den nat
457. Du, som gik foran os
458. Zion, pris din saliggører
459. Herre! hvor skal vi gå hen
460. Jesus, din søde forening at smage
461. Jesus Kristus er til stede
462. Jesus, livets sol og glæde
463. Mæt min sjæl, o Jesus sød
464. Jeg kommer, Herre, på dit ord
465. O Jesus, gør det ved din Ånd
466. Vor Herres Jesu mindefest
467. Du er vor skat, o Jesus sød
468. O Jesus, på din alterfod
469. Så går nu sjælens højtid an
470. Lad os bryde brødet sammen ved hans bord
471. O glædelig dag
472. O Jesus, søde Jesus, dig
473. Dit minde skal, o Jesus, stå
474. Jesus Krist, du gav mig livet
475. Går det, Herre, som jeg vil
476. Kornet, som dør i jorden
477. Som korn fra mange marker
478. Vi kommer til din kirke, Gud
479. Han, som på jorden bejler
480. Lad denne dag, o Gud, vor Gud
481. Løgnens fader vi forsage
482. O Herre god og frelser from
483. Slip os arme ej
484. Du, som vejen er og livet
485. O Jesus, præst i evighed
486. I dag på apostolisk vis

## 487-523. Syndernes forladelse
487. Nu fryde sig hver kristen mand
488. Guds Søn kom ned fra Himmerig
489. Guds nåde højt jeg prise vil
490. O søde Gud, din kærlighed
491. O gode Gud, din kærlighed
492. Guds igenfødte, ny-levende sjæle
493. Gud Herren så til jorden ned
494. Kærlighed fra Gud
495. Midt i livet er vi stedt
496. Af dybsens nød, o Gud, til dig
497. Jeg råber fast, o Herre
498. Gud, efter dig jeg længes
499. O Jesus, livsens Herre
500. O Gud, min synd du sænke ned
501. Herre, jeg har handlet ilde
502. Jeg har en angst som aldrig før
503. O Herre, udslet min synd så svar
504. O Gud, vi falder dig til fode
505. Til dig alene, Herre Krist
506. Hjerte, lad dig ej indbilde
507. Vor sjæl er dertil født og båren
508. Bryd frem, mit hjertes trang at lindre
509. Hvor lystig, sød og yndig
510. Nu har jeg fundet det, jeg grunder
511. Jesus han er syndres ven
512. Hvo vil mig anklage
513. Min frelser mig af døden drog
514. Guds Søn har gjort mig fri
515. Fred i Jesu død vi skulle
516. Klynke og klage
517. O, hvor er nåde-stolen
518. På Guds nåde
519. Syndernes forladelse selvros udelukker
520. Du, som freden mig forkynder
521. På nåden i Guds hjerte
522. Nåden er din dagligdag
523. Min nåde er dig nok

## 524-575. Kødets opstandelse og det evige liv
524. Hør mig, skaber mild
525. O Jesus, morgenstjerne
526. Vor Herre Jesus, Gud og mand
527. Når syn og hørelse forgår
528. Når tid og time er for hånd
529. Med sorgen og klagen hold måde, Guds ord
530. Min død er mig til gode
531. Eja, min sjæl ret inderlig
532. Nu ledet er min lille
533. Jeg er rede til at bede
534. Hvo ved, hvornår mit liv har ende
535. Nu! jeg har vunden
536. Udrust dig, helt fra Golgata
537. Lær mig, o skov, at visne glad
538. At sige verden ret farvel
539. Mit lys i mørke, Jesus sød
540. En liden stund
541. Vær du mig nær
542. Døden er den sidste fjende
543. Jeg lever – og ved hvor længe fuldtrøst
544. Som dug på slagne enge
545. Sejervindersken på jorden
546. Herrens venner ingen sinde
547. Man siger, livet har bange kår
548. Han kom til os fra Himmerige
549. Vi takker dig for livet
550. Nu er livet gemt hos Gud
551. Der er en vej, som vi alle går alene
552. Nu har du taget fra os
553. Min største hjertens glæde
554. Om Himmerigs rige vi tales ved
555. Jeg ved et evigt Himmerig
556. I Himmelen, i Himmelen
557. Her vil ties, her vil bies
558. Når mit øje, træt af møje
559. O Helligånd! mit hjerte
560. Det livets ord vi bygger på
561. Jeg kender et land
562. Som markens blomst henvisner fage
563. Sørger ej for dem, der sove
564. Tænk, når engang den tåge er forsvunden
565. Med sorgen og klagen hold måde! Du mindes
566. Er livet alt lifligt herneden
567. Jeg er fremmed, jeg er en pilgrim
568. Livsalige dag, som i håbet vi venter
569. Ja, engang mine øjne skal
570. Hvor er det godt at lande
571. Den store hvide flok vi se
572. Jeg ser dig, søde Lam, at stå
573. Helgen her og helgen hisset
574. For alle helgen, som i Kristi tro
575. Din fred skal aldrig vige

## 576-698. Kristenlivet
576. O Jesus, troens dyre skat
577. Vor tro er den forvisning på
578. Den tro, som Jesus favner
579. Vor tro den er et lys
580. Jesus, dødens overvinder
581. Der er et helligt værge
582. At tro er at komme
583. Falder på dig modgangs hede
584. Beder, og I skulle få
585. Hvor der er tro på Gud
586. Stol du kun på dit Fadervor
587. Guds egen kære Søn
588. Herre, gør mit liv til bøn
589. Hvordan takker vi vor Herre
590. O, lytter til, I folk
591. Ak, vidste du, som går i syndens lænke
592. I dag er nådens tid
593. En hyrde glemmer fåret ej
594. Hør, min sjæl, den gode hyrdes stemme
595. I denne verdens sorger sænkt
596. Kender du den livsens kilde
597. Så vide om land, som sol monne gå
598. O Gud, du ved og kender
599. Lov og tak og evig ære ske dig
600. O Jesus, går du da din vej
601. Herlighedens Gud
602. Den snævre vej er bred nok til Guds rige
603. Den vej, du gik i kors og trang
604. Det koster mer, end man fra først betænker
605. Hvo vil med til Himmerige
606. Kommer, hvo vil visdom lære
607. Jesus Krist, du overvandt
608. Stod med Krist vi op af døde
609. Dybt fornedres skal enhver
610. Bliv hos mig, kære Herre Krist
611. Så tag mig da ved hånden
612. Den store mester kommer
613. Herre, du vandrer forsoningens vej
614. Far, verden, far vel
615. Far, verden, far vel (Oprindelig tekstform)
616. Herrens røst, som aldrig brister
617. Nu bør ej synden mere
618. Op! våg og bed
619. Vægter! vil det mørke rige
620. Hvad fattes mig?
621. Så skal da mammon vige
622. Halleluja! jeg har min Jesus fundet
623. Verden, o verden! hvi frister du mig
624. Gud er Gud, før jorden skabtes
625. Op, I kristne, ruster eder
626. O du store sejervinder
627. Sørger du endnu, min sjæl
628. O Jesus, som er kommet at
629. Vort kors gør sure miner
630. Vor trængsel, hvor besværlig
631. Nu da til lykke
632. Stå fast, min sjæl, stå fast
633. Har hånd du lagt på Herrens plov
634. Du ved det nok, mit hjerte
635. Vær stærk, min sjæl, i denne tid
636. Midt i alt det meningsløse
637. Du, som mætted tusind munde
638. O, kommer hid dog til Guds Søn
639. Når i den største nød vi stå
640. Hvem skal jeg klage mit sorgfulde mod
641. Mig rinder så mange tanker i hu
642. Min Gud, jeg gammel er og grå
643. Sorrig og elendighed
644. Aldrig er jeg uden våde
645. Stille er min sjæl til Gud
646. Som lilliens hjerte kan holdes i grøde
647. Det er den daglig trøst, hvormed
648. Vær trøstig, mit hjerte, bedrøv dig ej mer
649. Skal fri og frelst vi hist
650. Midt igennem nød og fare
651. Vor klippe vi slippe umulig
652. Vor Herre! til dig må jeg ty
653. I falmende blade, du kølige vind
654. Aftensukket, nattegråden
655. Er du modfalden, kære ven
656. Ængstede hjerte
657. Vågn op, du, som sover
658. Når jeg er træt og trist, når modet svigter
659. Nu åbner savnet sine øde vidder
660. Kom, hjælp mig, Herre Jesus
661. Gud ene tiden deler
662. Hvad kan os komme til for nød
663. Gud Herren er min hyrde god
664. Frelseren er mig en hyrde god
665. Er Gud for mig, så træde
666. Den grund, hvorpå jeg bygger
667. Skulle jeg dog være bange
668. Alle vegne, hvor jeg vanker
669. Det koster ej for megen strid
670. I Jesus søger jeg min fred
671. O du min Immanuel
672. Jeg ved, på hvem jeg bygger
673. O Guddoms-sol fuldstærk og blid
674. Sov sødt, barnlille
675. Gud, vi er i gode hænder
676. Guds fred er mer end englevagt
677. Nu glæd dig i Herren, mit hjerte
678. Guds fred er glæden i dit sind
679. Et trofast hjerte, Herre min
680. Jesus, kom dog nær til mig
681. Dig vil jeg elske, du min styrke
682. Jesus, Jesus, Jesus sigter
683. Den nåde, som vor Gud har gjort
684. O Jesus, du al nådens væld
685. Vor Gud er idel kærlighed
686. Min sjæl, om du vil nogen tid
687. Hvor dejlig skal Guds kirke stå
688. Skal kærlighed sin prøve stå
689. Hvor ser det ud i verdens ørk
690. Den ypperligste vej
691. Loven er et helligt bud
692. Du skal i denne verden ej
693. Jeg kender ham, hvem jeg har overgivet
694. Jesus, at du blev min broder
695. Nåden hun er af kongeblod
696. Kærlighed er lysets kilde
697. Herre, jeg vil gerne takke
698. Kain, hvor er din bror

## 699-791. Menneskelivet
699. Glæderig og underfuld
700. Jeg ved en blomst så favr og fin
701. Huset, som Gud har bygt
702. Alterlyset i Herrens hus
703. Det er så yndigt at følges ad for to
704. Jert hus skal I bygge på ordets klippegrund
705. Vi beder, Herre, for de to
706. I blev skabt som mand og kvinde
707. Forgæves er vor kraft og kunst
708. Gud lade rolighed og fred
709. Alfader! du, hvis navn i Nord
710. Kærlighed til fædrelandet
711. Forlen os freden, Herre, nu
712. Vær velkommen, Herrens år (nytår)
713. For dig, o Herre, som dage kun
714. Kom, hjerte, tag dit regnebræt
715. O Gud, som tiden vender
716. Guds godhed vil vi prise
717. I går var hveden moden
718. Året, som i dag oprinder
719. Lad tidens hjul omdrive
720. Som året går
721. Frydeligt med jubelkor
722. Nu blomstertiden kommer
723. Naturen holder pinsefest
724. Solen stråler over vang
725. Det dufter lysegrønt af græs
726. Gak ud, min sjæl, betragt med flid
727. Gud, du fra dine de herlige højeloftssale
728. Du gav mig, o Herre, en lod af din jord
729. Nu falmer skoven trindt om land
730. Vi pløjed og vi så'de
731. Nu står der skum fra bølgetop
732. Dybt hælder året i sin gang
733. Skyerne gråner, og løvet falder
734. Gud Fader og Søn og Helligånd
735. Nu sol i øst oprinder mild
736. Den mørke nat forgangen er
737. Jeg vil din pris udsjunge
738. O, Gud ske lov til evig tid
739. Rind nu op i Jesu navn
740. Nat, søvn og slum og seng, farvel
741. Op, min sjæl, thi sol er oppe
742. Farvel, du hvilesøde nat
743. Nu rinder solen op
744. Morgenrøden sig udstrækker
745. Vågn op og slå på dine strenge
746. Dig, store Gud, ske ære
747. Lysets engel går med glans
748. Nu vågne alle Guds fugle små
749. I østen stiger solen op
750. Nu titte til hinanden de favre blomster små
751. Gud ske tak og lov
752. Morgenstund har guld i mund
753. Gud, du, som lyset og dagen oplod
754. Se, nu stiger solen af havets skød
755. Gud ske lov for nattero
756. Nu gløder øst i morgenskær
757. Den lyse dag forgangen er, og natten
758. Nu velan, vær frisk til mode
759. Nu hviler mark og enge
760. Dagen nu sin afsked tager
761. Den klare sol går ned, det kvælder mer og mer
762. Hvilestunden er i vente
763. Det mulmer mod den mørke nat
764. Til hvile solen går
765. Aftenstjernen hisset tindrer
766. Se, hvor sig dagen atter skynder
767. Tiden skrider, dagen rinder
768. Dagen viger og går bort
769. Sig månen langsomt hæver
770. Jeg er træt og går til ro
771. Dagen går med raske fjed
772. Til vor lille gerning ud
773. Bliv hos os, når dagen hælder
774. Den skønne jordens sol gik ned
775. Der står et slot i vesterled
776. I fjerne kirketårne hist
777. Den store, stille nat går frem
778. Fred hviler over land og by
779. Lyksalig, lyksalig hver sjæl, som har fred
780. Den lyse dag forgangen er, den blanke sol
781. Nu skrider dagen under
782. Dig vandre vi så gerne med
783. Kirkeklokke! mellem ædle malme
784. Altid frejdig, når du går
785. Tunge, mørke natteskyer
786. Nu går solen sin vej
787. Du, som har tændt millioner af stjerner
788. Nu sænkes overalt
789. Nu lukker sig mit øje
790. Gode Gud, din engleskare
791. Når mørket Jorden blinder